# Асам-педас
Аса́м-педа́с (індонез. і малай. asam pedas, дослівно — «кисло-гостра»), також аса́м-паде́х (мінангк. asam padeh, те ж значення) — страва паданзької кухні, що набула також значного поширення в ряді інших регіональних кухонь Індонезії і в національній кухні Малайзії. Представляє собою рибу або, рідше, морепродукти, тушковані — іноді з додаванням овочів — у соусі з різними спеціями, серед яких неодмінно присутні м'якоть тамаринду і перець чилі.
Має безліч варіацій як у плані видів риби й морепродуктів, так і в плані набору спецій та прянощів. Популярна як у домашній, так і в ресторанній кухні.

## Походження та поширення

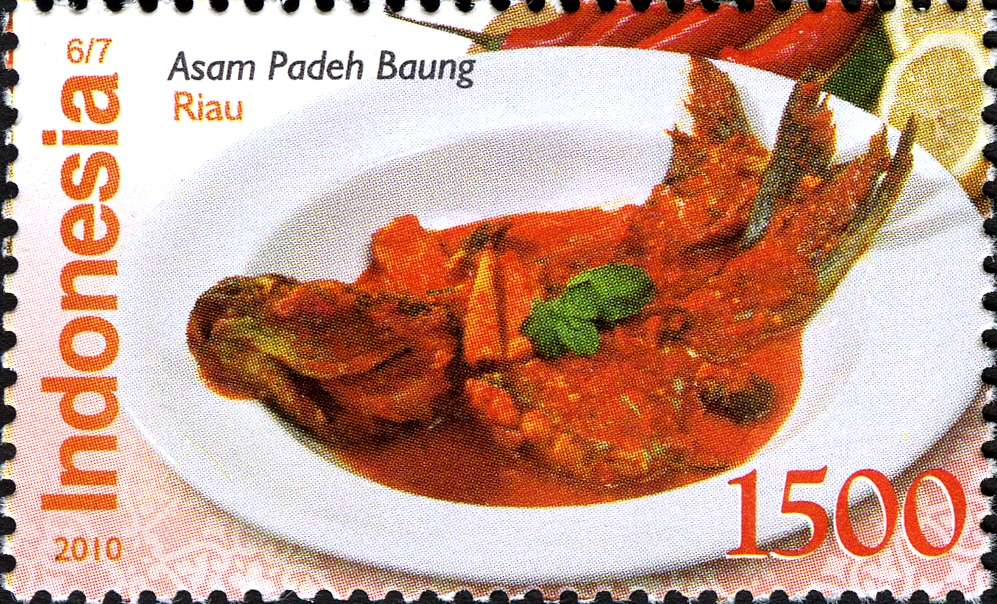
Індонезійська поштова марка із зображенням асам-педасу, присвячена провінції Ріау

Тушкування в соусах з великою кількістю спецій та прянощів здавна є одним з основних способів обробки продуктів у паданзькій, як і в багатьох інших регіональних кухнях Індонезії: воно дозволяє не тільки вдосконалювати смакові якості їжі, але і забезпечує їй досить тривале збереження в умовах спекотного та вологого екваторіального клімату. До традиційних паданзьких спеціалітетів, що готуються таким чином, відноситься й асам-педас. При цьому важливою відмінністю даної страви від більшості інших тушкованих паданзьких страв — зокрема, численних гулаїв і рендангів — є те, що рідкою основою соусу для його приготування служить не кокосове молоко. Крім того, якщо ренданги та гулаї готуються з найрізноманітніших продуктів як тваринного, так і рослинного походження, то сировиною для абсолютної більшості видів асам-педасу служить риба.

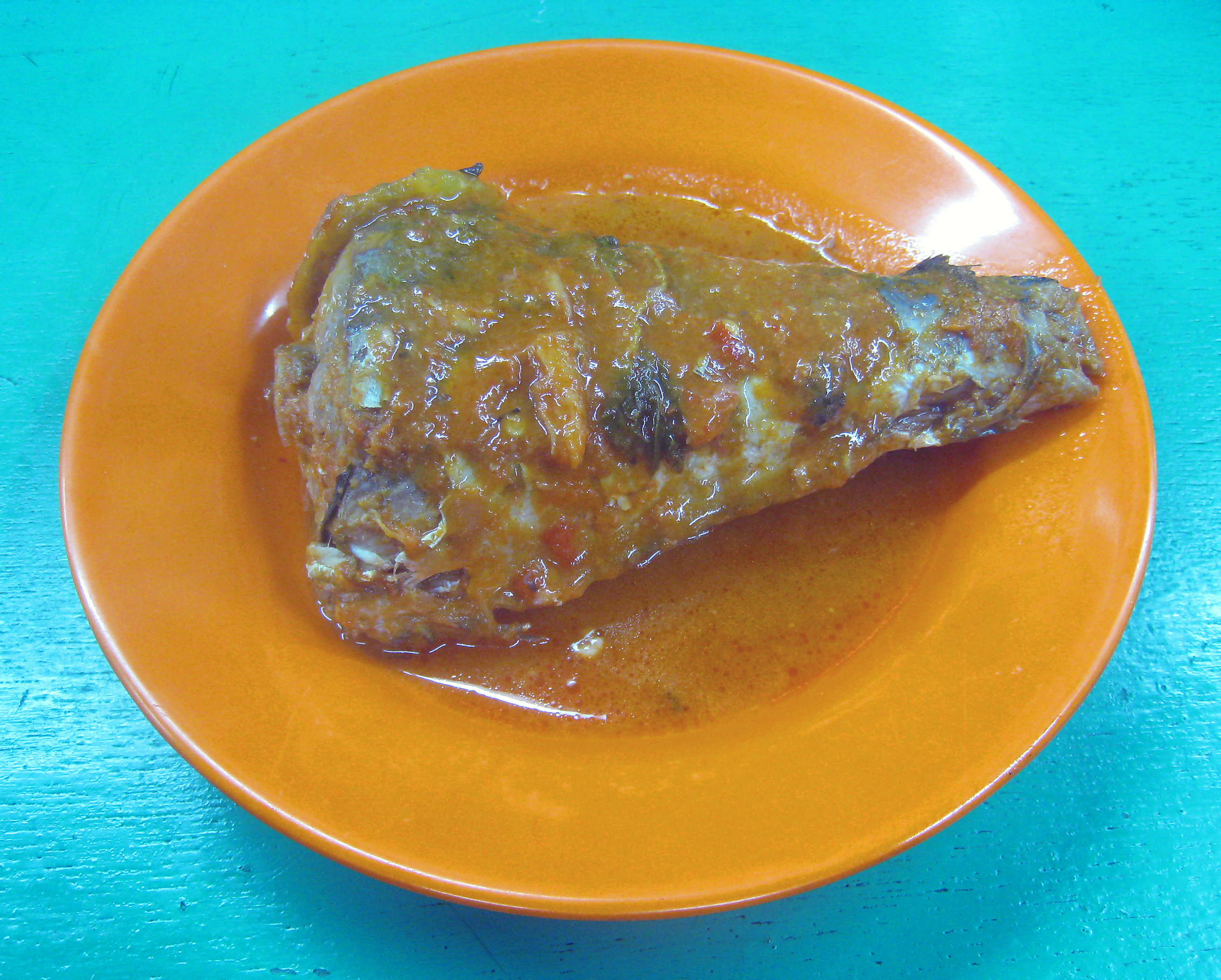
Асам-педас по-паданзьки

Власне, в паданзькій кухні ця страва фігурує під своєю оригінальною назвою — аса́м-падех (asam padeh), яка мовою мінангкабау означає кисло-гостра. Така назва повною мірою відображає смакові якості страви, які досягаються за рахунок певного набору спецій. Згодом, в результаті масштабних міграцій мінангкабау за межі історичного ареалу їх проживання на Західній Суматрі та деяких суміжних територіях, а також завдяки традиційній активності представників цього народу у сфері громадського харчування, ця страва набула чималої популярності у сусідніх народів. Першими асам-падех перейняли ачехці, а також малайці — як ті, що історично проживають на Суматрі, так і мешканці Малайського півострова. Згодом серед цих народів це кулінарне запозичення прижилося настільки, що стало розглядатися як власна національна страва і навіть як власний «кулінарний символ». Так, асам-педас зображений на індонезійських поштових марках, посвячених островам Ріау, населених переважно малайцями. Надалі «географія» цієї страви розширилася на Калімантан і деякі інші території Малайського архіпелагу. При цьому за межами своєї історичної батьківщини вона стала відомою не під оригінальною мінангкабауською, а під малайсько-індонезійською назвою, втім, досить подібною — асам-педас (малай. і індонез. asam pedas), яка має те саме буквальне значення.

## Приготування та різновиди
Основним продуктом для приготування асам-педас зазвичай є різноманітні види риби — як морської, так і річкової. Іноді в хід йдуть морепродукти - кальмари або каракатиці. Окремі види асам-педасу готують з м'яса або з грибів, проте широкого поширення такі рецепти не отримали. Спочатку асам-педас був однокомпонентною стравою, проте згодом до риби або морепродуктів стали нерідко додавати овочі — зазвичай окру, баклажани, вігну, картоплю або помідори. Овочеві інгредієнти іноді беруться приблизно в рівному, але, частіше, в значно меншому обсязі в порівнянні з об'ємом основного продукту.
Рибу або морепродукти для асам-педасу нарізають великими шматками, солять і зазвичай недовго маринують в соці лайму або, рідше, в оцті. Якщо у страві додатково використовуються овочі, їх нарізують на шматки залежно від розміру: окра та вігна використовуються цілими. Для приготування соусу в рослинній олії обсмажують подрібнені спеції та прянощі. В їх число неодмінно входять м'якоть тамаринду, плоди гарцинії фарбуючої і велика кількість сушеного перцю чилі: перші дві з цих спецій надають страві кислий смак, остання — гостроту. М'якуш тамаринду для змішування з іншими приправами попередньо розбовтують у воді, а в сучасних умовах замість свіжих плодів нерідко використовується паста тамариндова промислового виготовлення. Крім того, в набір спецій майже завжди входять цибуля шалот, часник, імбир, калганний корінь. Часто в хід йдуть лумбанг і куркума, іноді — креветкова паста і м'якоть томату або томатний соус. Після кількох хвилин просмажування на дні сковороди чи каструлі утворюється масляниста однорідна кашка темно-червоного чи червоно-жовтогарячого кольору. Зазвичай до неї безпосередньо перед закладкою продуктів і початком тушкування додаються додаткові трав'янисті спеції, які вже не подрібнені. У паданзькій кухні це, перш за все, листя туласі, лайму і сізігіуми багатоквіткової, а також стебла цимбопогону.

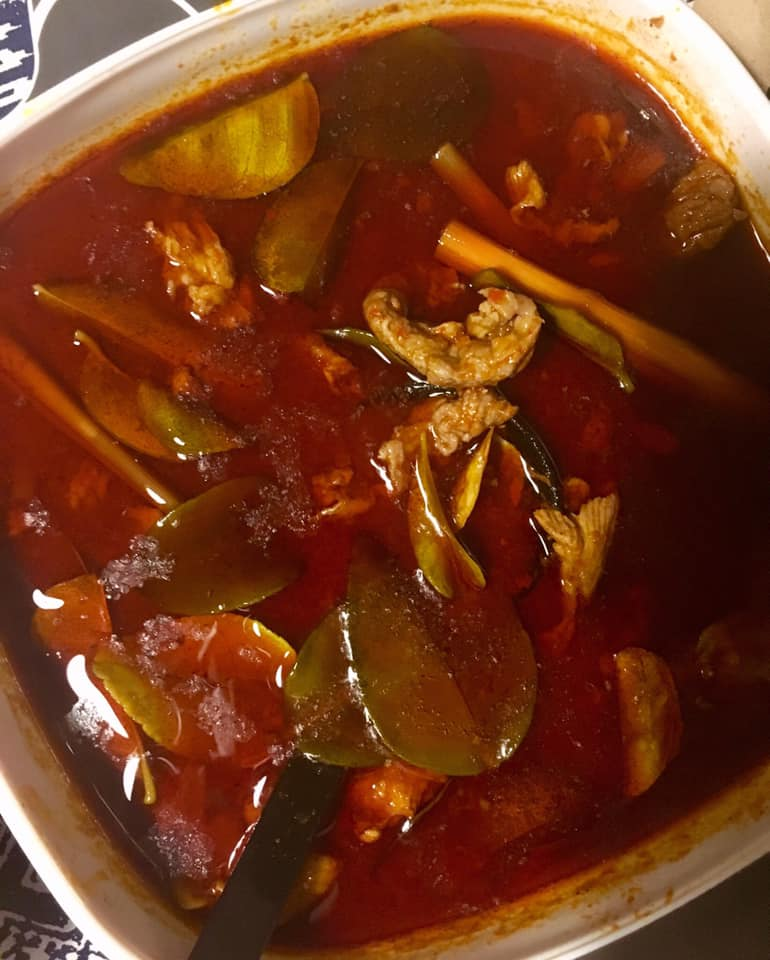
Асам-педас із м'ясного обрізу з овочами — рідкісний «не рибний» варіант цієї страви.

Порізані продукти закладаються в кашку, що утворилася, після чого в неї додається досить багато води та починається процес тушкування. Він триває до того часу, поки більшість соусу не википить. Готовий асам-педас є подобою рагу або стью: у невеликому обсязі соусу, що має зазвичай той чи інший відтінок червоного кольору, лежать шматки продукту, просочені цим соусом і покриті його загуслими залишками.
Асам-педас має багато різновидів. Відмінність полягає, перш за все, у видах риби, що використовується і морепродуктів. У мінангкабау для цієї страви з морських видів риби найчастіше в хід йдуть малий східний тунець, луціан і південноазійська тропічна скумбрія, з прісноводних — справжній гурамі, різні пангасіуси і смугастий змієголов. У Ріау частіше використовується останній, а також містус і місцевий ендемік Kryptopterus lais. У Ачесі — малий східний тунець і луціан. У Малайзії, крім більшості перерахованих видів, в асам-педас часто йде червоний ниткопер і деякі види скатів.
У сучасній паданзькій кухні асам-педас все частіше готують з додаванням овочів — особливо вігни та картоплі, тоді як в Ачесі, наприклад, овочі в цю страву кладуть дуже рідко. Крім того, різними можуть бути ароматичні та колірні відтінки соусу — залежно від набору спецій та прянощів, що використовується. Так, для паданзьких і малайських версій страви характерний дуже насичений червоно-жовтогарячий колір, який забезпечують червоний перець та плоди гарцинії фарбувальної. Ачехці зазвичай використовують зелений гострий перець, в результаті чого у них соус асам-педаса має значно світліший колір. На Ріау і в Палембанзі соус цієї страви за складом схожий з паданзьким, проте має помітно рідшу консистенцію і його, як правило, набагато більше — в результаті асам-педас там схожий швидше не на рагу, а на густий суп..

## Подача та споживання
Асам-педас є основною стравою, яку заведено їсти як у гарячому, так і в охололому вигляді. У паданзькій кухні, на відміну від більшості інших страв, її не заведено подавати з вареним рисом: гарніром до риби або морепродуктів служать ті овочі, які тушкувалися разом з ним. Однак в ачехців, малайців та інших народів цю страву часто супроводжує гірка вареного рису..
Асам-педас однаково популярний у домашній та ресторанній кухні. Його часто подають у забігайлівках паданзької кухні, які не тільки повсюдно функціонують у місцевостях розселення мінангкабау на Суматрі, але й досить широко представлені по всій Індонезії, особливо у великих містах. При цьому асам-педас нерідко присутній у складі насі-капау — традиційному ресторанному комплексному обіді паданзької кухні, до якого входять переважно страви в соусах..